# UNGG
UNGG (фр. Uranium Naturel Graphite Gaz) — тип реакторов, спроектированных и построенных во Франции. В качестве замедлителя в них использовался графит, а роль теплоносителя выполнял углекислый газ, в качестве ядерного топлива использовался природный металлический уран. Все 10 построенных реакторов были закрыты к концу 1994 по экономическим причинам из за больших расходов на персонал.
UNGG и Магнокс - два главных типа реакторов с газовым охлаждением (GCR). UNGG был разработан независимо и параллельно с дизайном британских Магнокс и отвечал аналогичным требованиям. Первый UNGG реактор в Маркуле имел горизонтальные топливные каналы и бетонный короб.  Шинон A1 использовал вертикальные топливные каналы как и Магнокс и стальной бак. Теплообменники в Шиноне и Маркуле были вне бака, в поздних вариантах теплообменники помещались внутрь реакторного бака.
Материал топливных стержней был магний-циркониевым сплавом против магний-алюминиевого в Магнокс. Поскольку оба типа оболочек реагируют с водой, они могут храниться в бассейне отработавшего топлива в течение коротких промежутков времени, что делает быструю переработку топлива необходимой и требует сильно защищенных сооружений. Разработкой и последующей модернизацией реактора занимался Комиссариат по Атомной Энергии (фр.  Commissariat à l'Énergie Atomique (CEA)) и позднее  Électricité de France (EDF).

## UNGG реакторы Франции
| Название  | Энергоблоки | Мощность, МВт (Брутто) | Начало строительства | Пуск | Закрытие |
| --------- | ----------- | ---------------------- | -------------------- | ---- | -------- |
| Бюже      | 1           | 555                    | 1965                 | 1972 | 1994     |
| Маркуль   | G1          | 2                      | 1955                 | 1956 | 1968     |
| Маркуль   | G2          | 43                     | 1955                 | 1959 | 1980     |
| Маркуль   | G3          | 43                     | 1956                 | 1960 | 1984     |
| Сен-Лоран | A1          | 500                    | 1963                 | 1969 | 1990     |
| Сен-Лоран | A2          | 530                    | 1966                 | 1973 | 1992     |
| Шинон     | A1          | 80                     | 1957                 | 1963 | 1973     |
| Шинон     | A2          | 230                    | 1959                 | 1965 | 1985     |
| Шинон     | A3          | 480                    | 1961                 | 1966 | 1990     |

## UNGG реактор Испании
| Название  | Энергоблоки | Мощность, МВт (Брутто) | Начало строительства | Пуск | Закрытие |
| --------- | ----------- | ---------------------- | -------------------- | ---- | -------- |
| Вандельос | 1           | 500                    | 1968                 | 1972 | 1990     |

## Внешние ссылки
- French activities on gas cooled reactors, D Bastien, IAEA-TECDOC—899, pp:51-53, 30 Oct - 2 Nov 1995
- Twenty-nine years of French experience in operating gas-cooled reactors, D Bastien, IWGGCR—19, pp:113-119 21-23 Sep 1988